# Гефтер Михайло Якович
Михайло Якович Гефтер (24 серпня 1918, Сімферополь, Крим — 15 лютого 1995, Москва, Росія) — радянський історик, філософ, публіцист .

## Життєпис
Закінчивши середню школу в Сімферополі, поступив на історичний факультет Московського університету, став комсомольським секретарем факультету (з 1940). У 1940 р. вступив до ВКП (б) .Завершив навчання в перші дні німецько-радянської війни.
У 1941 р. добровольцем пішов на фронт, був двічі поранений, у 1942 р. виконував обов'язки політрука роти 399 стрілецького полку 111 стрілецької дивізії. Нагороджений орденом Слави III ступеня і медаллю «За оборону Москви» (а пізніше, до 40-річчя Перемоги — і орденом Вітчизняної війни I ступеня) .
Після війни — аспірант Інституту історії АН СРСР. Консультант відділу агітації і пропаганди ЦК ВЛКСМ (1945), завідувач відділом журналу «Молодий більшовик» (з 1946).
З 1950 р. — науковий співробітник Інституту історії АН СРСР. Захистив кандидатську дисертацію «Царизм і монополії в паливній промисловості Росії напередодні Першої Світової війни» (1953).
Займався економічною історією царської Росії періоду капіталізму, історією російського революційного руху і демократичної думки кінця XIX — початку XX століть, до 1970 року опублікував понад сто робіт. З середини 1950-х років активно брав участь в створенні, написанні і редагуванні багатотомної «Всесвітньої історії». Тоді ж почав займатися питаннями методології і філософії історії, еволюції ідеї утопії і поняття людства та ін. В 1964 р. створив і очолив сектор методології історії, який об'єднав істориків, культурологів і філософів. У колективній монографії «Історична наука і деякі проблеми сучасності» (1969) Гефтер представив неортодоксальний портрет В. І. Леніна, описавши недомовленості, протиріччя і неясності в ленінських поглядах . Після виходу книги сектор методології закрили за вказівкою відділу науки ЦК КПРС, з формулюванням «за ідеологічною невідповідністю». Гефтер припинив друкуватися і був змушений працювати «в стіл». У 1976 р. за власним бажанням вийшов на пенсію.

З середини 1970-х років брав участь у правозахисному і дисидентському русі . Один із засновників і авторів самвидавного журналу «Поиски» («Пошуки», 1978—1980). У 1982 р. вийшов з КПРС. У 1978 р. в листі американському історику Стівену Коену Гефтер так писав про себе  :
… я не дисидент в звичному сенсі, я, якщо завгодно, аутсайдер або, по Вашій термінології, єретик. Я не знаю відповідей заздалегідь і пробиваюся до питань, завжди готовий зробити посильне, щоб допомогти в цьому іншим, більш молодим …
З 1987 р., після початку перебудови, Гефтер знову отримав можливість друкуватися і працювати. У 1991 р. вийшла збірка його публіцистичних і історичних статей «З тих і цих років» . Спільно з Ю. Н. Афанасьєвим і А. Д. Сахаровим заснував суспільно-політичний клуб «Московська трибуна». З 1992 р. — президент науково-просвітницького центру «Голокост» . З лютого 1993 р. — член консультаційно-аналітичної ради при Президентові Росії. На знак протесту проти розстрілу Верховної ради РФ пішов з цієї посади.
Помер 15 лютого 1995 року .

## Соціально-історичні погляди
Гефтер рішуче не приймав офіційну точку зору, згідно якої історія СРСР виглядала як суцільний тріумфальний шлях від перемоги до перемоги під керівництвом В. І. Леніна, а після його смерті — партії . Він розглядав революцію як трагічний процес, як катастрофу (скоріше не в загальноприйнятому розумінні, а в термінах "теорії катастроф ", створеної Р. Томом). На думку Гефтера, капіталізм в царській Росії явно не дозрів для соціалізму, але перезрів для суто буржуазної революції. Тому російська революція в своєму розвитку неминуче мала прагнути до соціалізму. Нерозвиненість капіталізму породила все зигзаги революції та післяреволюційного розвитку, визначила рамки, в яких повинні були діяти комуністи і за межі яких не можна було вийти. Партія не була творцем історії, історія «сама творилася». Тому для розуміння всього радянського періоду необхідно вивчати історію російського капіталізму.

## Основні роботи

### Книги
- Гефтер М. Я. Из тех и этих лет… / Ред. и сост. Е. И. Высочина. Фонд им. Н. И. Бухарина. — М.: Прогресс, 1991. — 484 с. ISBN 5-01003290-2.
- Гефтер М. Я. Эхо Холокоста и русский еврейский вопрос. — М.: Российская библиотека Холокоста, 1995. — 290 с.
- Гефтер М. Я. Россия: диалоги вопросов. — М.: Утопос, 2000. — 88 с.
- Гефтер М. Я. Смерть-Гибель-Убийство. Серия «Весь Гефтер». Книга вторая. — М.: Утопос, 2000. — 200 с.
- Гефтер М. Я. Там, где сознанию узко и больно. — М.: КДУ, 2004. — 160 с.
- Гефтер М. Я. Тренировка по истории. — М.: Русский Институт, 2004. — 192 с.

### Статті в наукових виданнях
- Гефтер М. Я, Гиндин И. Ф. Требования дворянства и финансово-экономическая политика царского правительства в 1880—1890-х годах // Исторический архив. — 1957. — № 4. — С. 122—155.
- Гефтер М. Я., Мальков В. Л. Ответ американскому ученому: (Обзор отчетов сотрудников сектора по разработке методологии истории Института истории АН СССР на анкету А. Менделя. С прилож. текста анкеты) // Вопросы истории. — 1966. — № 10. — С. 29—50.
- Гефтер М. Я. Борьба вокруг создания металлургического треста в России в начале XX в.: (Из истории монополистического капитализма в России) // Исторические записки. — 1954. — Т. 47. — С. 124—148.
- Гефтер М. Я. В преддверии гибели: [О Н. И. Бухарине] // Вопросы истории естествознания и техники. — 1988. — № 4. — С. 4—9.
- Гефтер М. Я. Важные вопросы истории России периода империализма: [О состоявшейся 12-17 сентября 1961 г. в Ленинграде сессии научного совета по проблеме «Исторические предпосылки Великой Октябрьской социалистической революции», посвященной теме «Об особенностях империализма в России»] // Вестник АН СССР. — 1962. — № 1. — С. 138—140.
- Гефтер М. Я. Вступление России в период империализма. Социально-экономические предпосылки первой русской революции // История и социология. — М., 1964. — С. 214—246.
- Гефтер М. Я. Из истории монополистического капитализма в России: (Сахарный синдикат) // Исторические записки. — 1951. — Т. 38. — С. 104—153.
- Гефтер М. Я. Из истории проникновения американского капитала в царскую Россию до первой мировой войны // Исторические записки. — 1950. — Т. 35. — С. 62—86.
- Гефтер М. Я. История — позади? Историк — человек лишний? // Вопросы философии. — 1993. — № 9. — С. 3—15.
- Гефтер М. Я. К истории топливно-металлургического «голода» в России накануне первой мировой войны // Исторический архив. — 1951. — Т. 6. — С. 49—80.
- Гефтер М. Я. Многоукладность — характеристика целого // Вопросы истории капиталистической России: Проблема многоукладности. — Свердловск: Уральский государственный университет, 1972. — С. 83—99.
- Гефтер М. Я. Очерки истории Московского государственного университета от середины 1880-х годов до 1940 года // Ученые записки МГУ. — 1940. — Вып. 51. — С.48—62.
- Гефтер М. Я. Проникновение английского капитала в Россию (1898—1902): [Публик. и предисл.] // Исторический архив. — 1960. — № 6. — С. 76—104.
- Гефтер М. Я. Топливно-нефтяной голод в России и экономическая политика третьеиюньской монархии // Исторические записки. — 1969. — Т. 83. — С. 76—122.
- Гефтер М. Я. Царизм и законодательное «регулирование» деятельности синдикатов и трестов в России накануне первой мировой войны // Исторические записки. — 1955. — Т. 54. — С. 170—193.
- Гефтер М. Я. Царизм и монополистический капитал в металлургии юга России до первой мировой войны: (К вопросу о подчинении государственного аппарата царизма монополиям) // Исторические записки. — 1953. — Т. 43. — С. 70—130.

### Статті у науково-популярних виданнях
- Гефтер М. Я. Вчера или также завтра? // Знание — сила. — 1993. — № 11. — С. 2—5.
- Гефтер М. Я. Прикосновение к правде // Родина. — 1994. — № 3—4. — С. 120.
- Гефтер М. Я. Прощальная запись // 3нание — сила. — 1991. — № 9. — С. 13—21.
- Гефтер М. Я. «…Страстное молчание». Раздумья о человеке в художнике: [О художнике Юрии Ларине] // Родина. — 1989. — № 1. — С. 50—52.
- Гефтер М. Я. Суверенная провинция: Размышления о судьбах Сибири // Родина. — 1990. — № 11. — С. 58—61.
- Гефтер М. Я. Я был историком: [Положение историка-профессионала к концу века ХХ] // Знание — сила. — 1993. — № 9. — С.87—91.

### Статті в енциклопедіях
- В годы реакции // Детская энциклопедия. — M., 1967. — Т. 8. — С. 545.
- Империализм в России // Большая советская энциклопедия. — 3-е изд. — 1972. — Т. 10. — С. 158—160.
- Империализм в России // Советская историческая энциклопедия. — 1964. — Т. 5. — С. 818—823.
- Крах помещичьего закона // Детская энциклопедия. — М., 1967. — Т. 8. — С. 548—551.
- Методология истории // Советская историческая энциклопедия. — 1966. — Т. 9. — С. 387—398.
- Продамет // Большая советская энциклопедия. — 2-е изд. — 1955. — Т. 34. — С. 597.
- Продаруд // Большая советская энциклопедия. — 2-е изд. — 1955. — Т. 34. — С. 597—598.
- Продвагон // Большая советская энциклопедия. — 2-е изд. — 1955. — Т. 34. — С. 598.

### Пам'ять
У квітні 2012 р. в пам'ять про вченого і з метою роботи над систематизацією його праць був відкритий інтернет-журнал «Гефтер» (головний редактор — Гліб Павловський).
9 грудня 2016 р. у місті Сімферополі на будинку, де народився і виріс М. Я. Гефтер, було встановлено меморіальну дошку. Всекримський єврейський конгрес і Таврійський клуб, які встановили меморіальну дошку, в той же день провели першу міжнародну конференцію «Гефтеровские чтения: Симферопольский Ров в контексте современности», приурочена до 75-ї річниці з дня трагічних подій — розстрілів кримчаків та євреїв на 10-му км шосе Сімферополь-Феодосія.